# Joseph Mörl
Franz Joseph Mörl (* 1671; † 1735 in München) war ein deutscher Kupferstecher und Verleger.

## Leben
Mörl lebte und wirkte als Kupferstecher und Sekretär in München. Er stach Andachtsbilder, Motive aus dem Bereich der Architektur und Porträts, wie das von Kaiser Karl VII. zu Pferde nach Vorlage von George Desmarées, mit dem Mörl befreundet war, oder den Kupferstich vom Freisinger Dom.
Zu den Schülern seiner letzten Jahre gehörte Franz Xaver Jungwirth. Der Maler Cosmas Damian Asam war sein Schwiegersohn, der am 8. Februar 1717 Mörls 19-jährige Tochter Maria Anna heiratete. Laut Epitaph an der Münchner Frauenkirche soll er dort, obwohl schon 1735 verstorben, erst am 25. April 1737 beigesetzt worden sein.

## Galerie

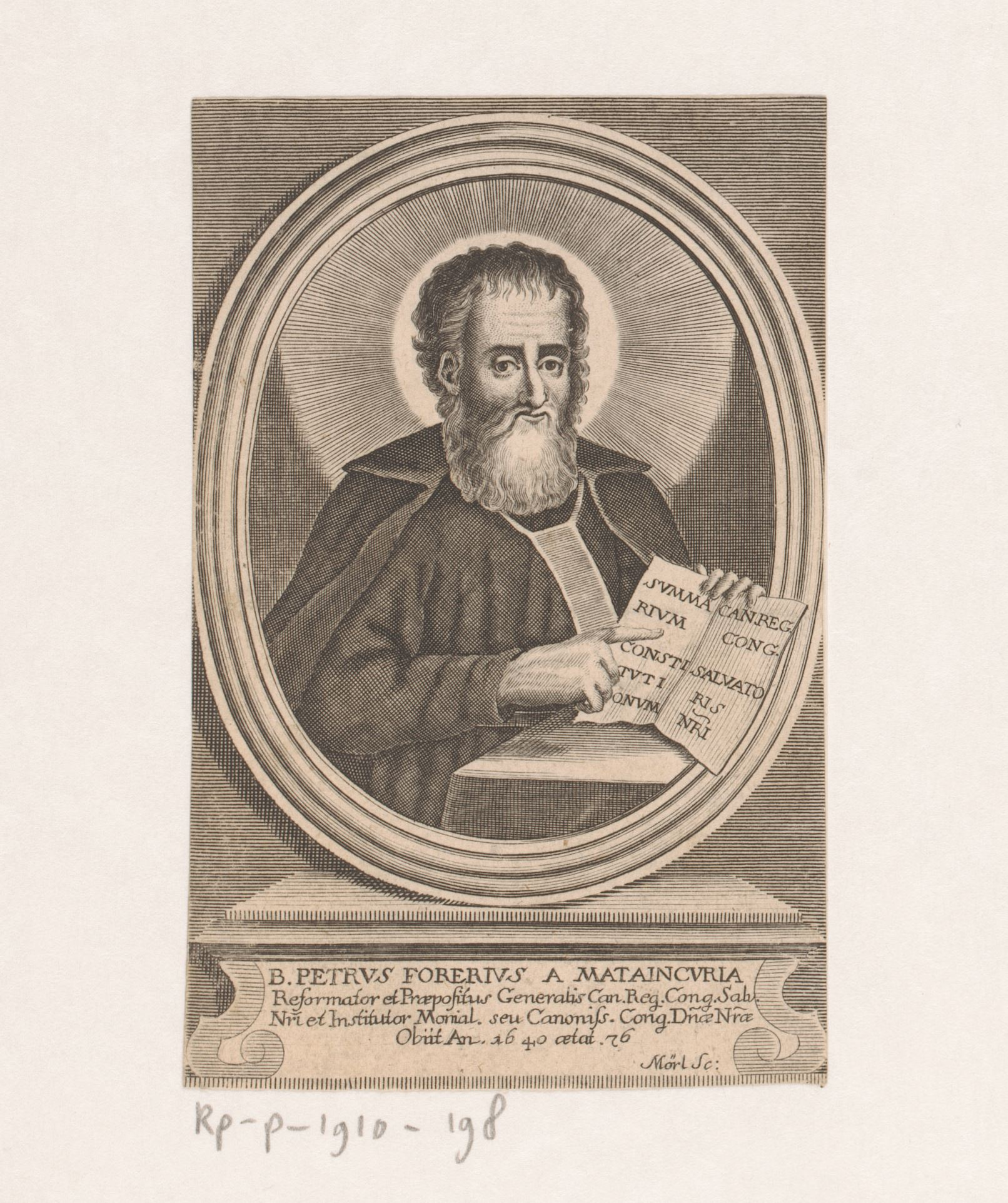
Porträt von Pierre Fourier
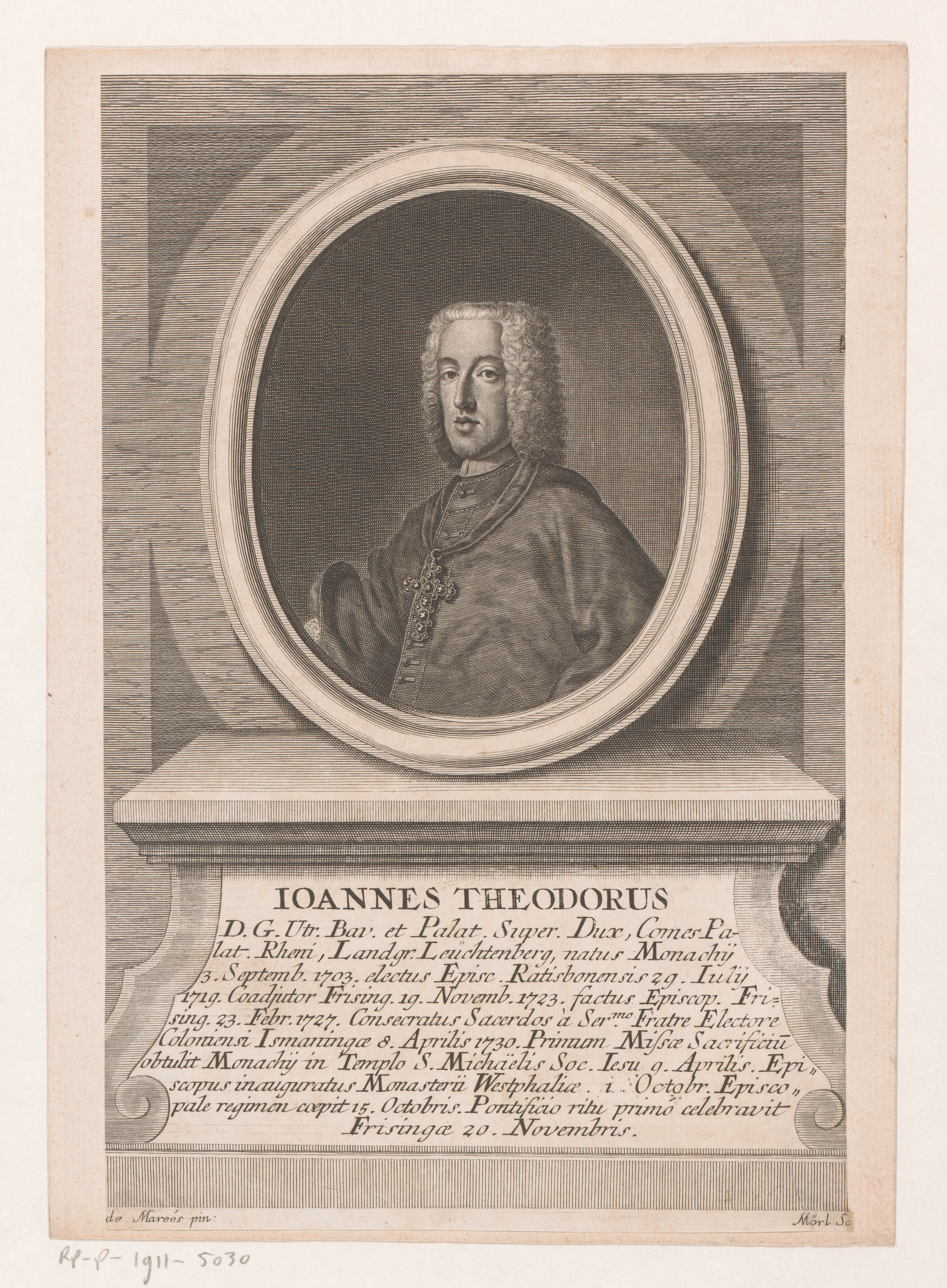
Porträt von Johann Theodor von Bayern
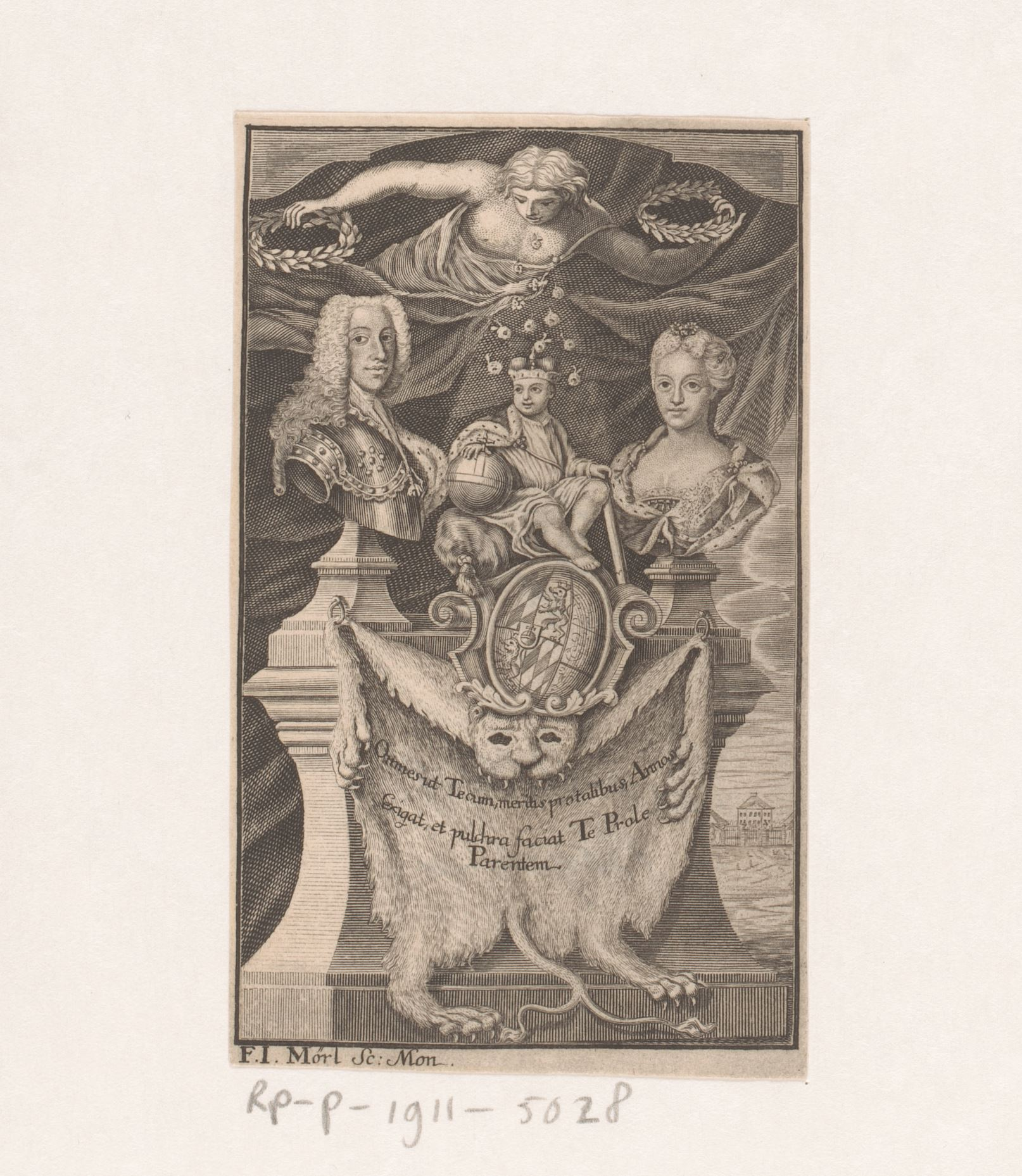
Porträt von Kaiser Karl VII. und Maria Amalia von Österreich